# Поліська сільська рада (Коростенський район)
Поліська сільська рада (до 1960 року — Могильнянська сільська рада) — колишня адміністративно-територіальна одиниця та орган місцевого самоврядування у Коростенському (Ушомирському) районі і Коростенській міській раді Коростенської і Волинської округ, Київської й Житомирської областей Української РСР та України з адміністративним центром у с. Поліське.

## Населені пункти
Сільській раді були підпорядковані населені пункти:
- с. Поліське
- с. Рудня

## Населення
Кількість населення ради станом на 1923 рік становила 1 720 осіб, кількість дворів — 311.
Відповідно до результатів перепису населення СРСР, кількість населення ради, станом на 12 січня 1989 року, становила 1 226 осіб.
Станом на 5 грудня 2001 року, відповідно до перепису населення України, кількість мешканців сільської ради становила 987 осіб.

## Склад ради
Рада складалася з 16 депутатів та голови.

### Керівний склад сільської ради
| ПІБ                       | Основні відомості                                                             | Дата обрання | Дата звільнення |
| ------------------------- | ----------------------------------------------------------------------------- | ------------ | --------------- |
| Степанчук Андрій Іванович | Сільський голова, 1975 року народження, освіта, безпартійний                  | 26.03.2006   | 31.10.2010      |
| Степанчук Андрій Іванович | Сільський голова, 1975 року народження, освіта незакінчена вища, безпартійний | 31.10.2010   |                 |

Примітка: таблиця складена за даними джерела

## Історія
Створена 1923 року як Могильнянська сільська рада, в складі сіл Могильне, Чолівка та колонії Рудня-Могилянська Коростенської волості Коростенського повіту Волинської губернії. Станом на 17 грудня 1926 року в підпорядкуванні значився хутір Ланок, який, на 1 жовтня 1941 року, не перебував на обліку населених пунктів. У 1941 році в с. Чолівка створено окрему, Чолівську сільську раду Коростенського району.
Станом на 1 вересня 1946 року сільська рада входила до складу Коростенського району Житомирської області, на обліку в раді перебували села Могильне та Рудня-Могильнянська (згодом — Рудня).
11 серпня 1954 року, відповідно до указу Президії Верховної ради Української РСР «Про укрупнення сільських рад по Житомирській області», підпорядковано с. Чолівка ліквідованої Чолівської сільської ради Коростенського району. 5 березня 1959 року, відповідно до рішення Житомирського облвиконкому № 161 «Про ліквідацію та зміну адміністративно-територіального поділу окремих сільських рад області», до складу ради включено села Боровиця, Вигів та Краснопіль ліквідованої Вигівської сільської ради Коростенського району. 8 червня 1960 року, відповідно до рішення Житомирського облвиконкому № 592 «Про перейменування деяких сільських рад в області», сільську раду перейменовано на Поліську. 19 вересня 1960 року, відповідно до рішення Житомирського ОВК № 960 «Про уточнення обліку населених пунктів області», взято на облік с. Житомирське та селище Мирний. 10 березня 1966 року, відповідно до рішення Житомирського ОВК № 126 «Про утворення сільських рад та зміни в адміністративному підпорядкуванні деяких населених пунктів області», села Боровиця, Вигів та Краснопіль передані до складу відновленої Вигівської сільської ради Коростенського району.
На 1 січня 1972 року сільська рада входила до складу Коростенського району Житомирської області, на обліку в раді перебували села Житомирське, Поліське, Рудня, Чолівка та с-ще Мирний.
У 2001 році села Житомирське, Чолівка та с-ще Мирний включені до меж міста Коростень.
Ліквідована 27 грудня 2016 року через об'єднання до складу Ушомирської сільської територіальної громади Коростенського району Житомирської області.
Входила до складу Коростенського (Ушомирського, 7.03.1923 р., 28.02.1940 р.) району та Коростенської міської ради (1.06.1935 р.).